# Passiflora biflora
Passiflora biflora es una especie perteneciente a la familia Passifloraceae. Es originaria del Continente americano.

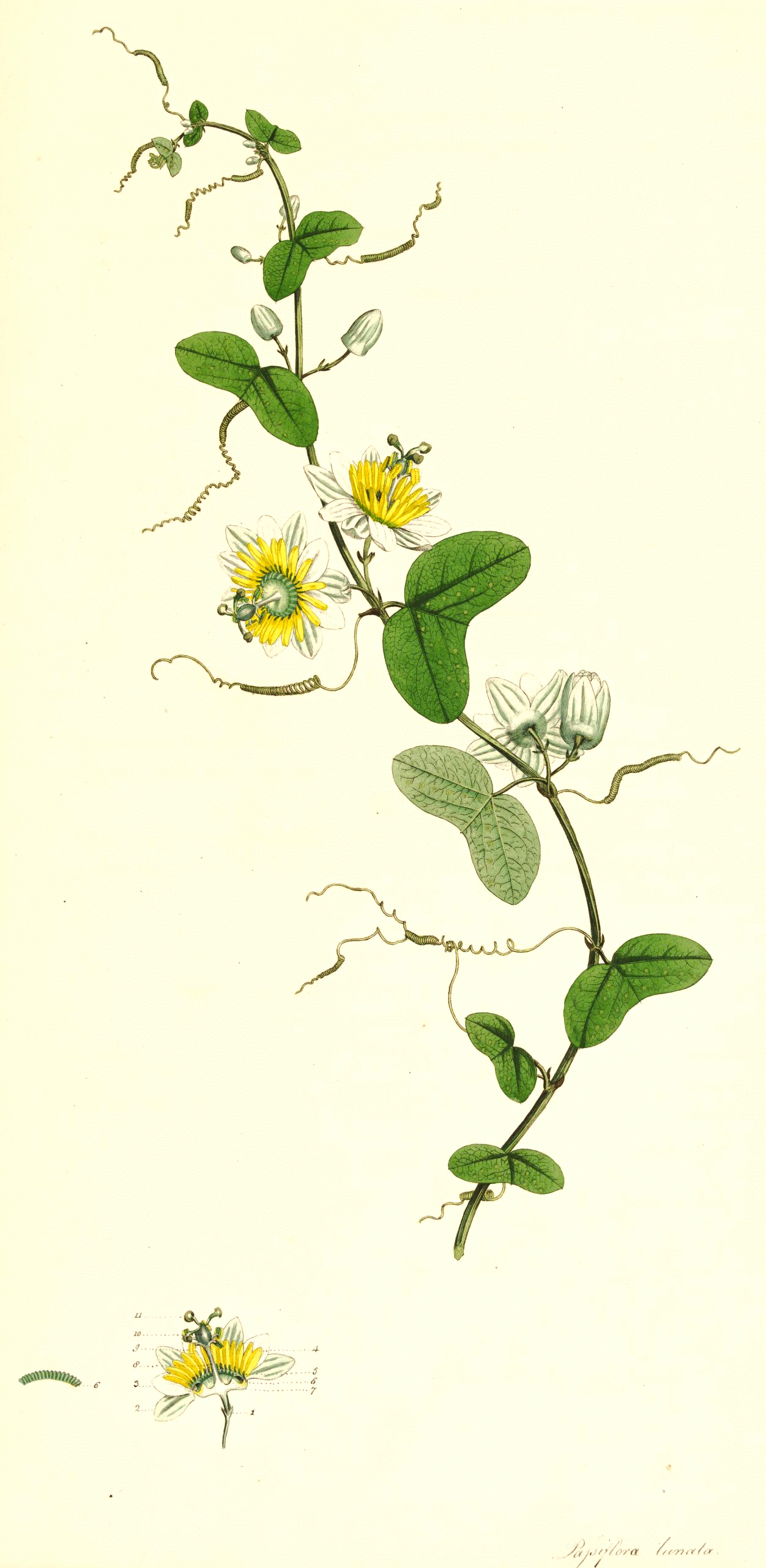
Ilustración

## Descripción
Es una planta trepadora con hojas semi-lobuladas. Las flores son blancas y se producen en pares. Pueden crecer varios metros en una sola temporada. Su resistencia exacta se desconoce, pero es probable que sea resistente a las heladas y algunas fuentes aseguran una resistencia tan baja como - 10 °C. Crece a pleno sol, con sombra parcial. Una vez establecida, es de rápido crecimiento. Su propagación es por semillas, que pueden tardar semanas o meses en germinar. Las semillas se deben plantar en cama caliente y se sumergen durante 24-48 horas en agua templada antes de sembrar.  También se puede propagar por esquejes. Se cultiva como planta ornamental por sus hermosas flores.

## Ecología
Esta planta sirve de alimento a las larvas de la mariposa Heliconius charithonia.

## Taxonomía
Passiflora biflora fue descrita por Jean-Baptiste Lamarck y publicado en Prodromus Systematis Naturalis Regni Vegetabilis 3: 330. 1828.
Etimología
Passiflora: nombre genérico que adoptado por Linneo en 1753 y significa "flor de la pasión" (del latín passio = "pasión" y flos = "flor"), fue otorgado por los misioneros jesuitas en 1610, debido a la similitud de algunas partes de la planta con símbolos religiosos de la Pasión de Cristo, el látigo  con el que fue azotado = zarcillos, los tres clavos = estilos; estambres y la corola radial = la corona de espinas.
biflora: epíteto latíno que significa "con dos flores"
Sinonimia
- Cieca glabrata (Kunth) M. Roem., Syn. Pepon. 143. 1846.
- Decaloba biflora (Lam.) M. Roem., Syn. Pepon. 161. 1846.
- Lortetia biflora (Lam.) Ser., Fl. Jard. ii. 150. 1849.
- Passiflora brighamii S. Watson
- Passiflora glabrata Kunth, Nov. Gen. Sp. (H.B.K.) 2: 135. 1817.
- Passiflora lunata Sm., Ic. Pict. Pl. Rar. t. 1. 1790; Sm. in Roem. Arch. Bot. i. 72 (1796).
- Passiflora lunata Willd., Sp. Pl., ed. 4 (Willdenow) 3(1): 612 (Quid?). 1800.
- Passiflora spathulata Mast., Fl. Bras. (Martius) 13(1): 552. 1872.
- Passiflora transversa Mast., Bot. Gaz. 16: 7. 1891.